# 向华盛顿进军

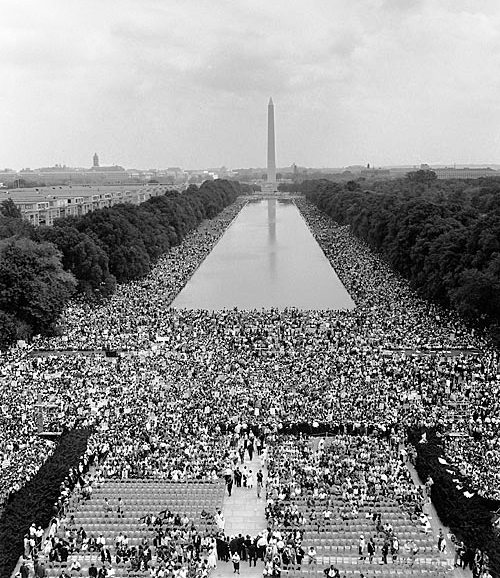
从林肯纪念堂望去华盛顿纪念碑前的景象（1963年8月28日）

为工作和自由向华盛顿进军（March on Washington for Jobs and Freedom），也简称为华盛顿游行或向华盛顿的伟大进军，发生于1963年8月28日，是美国历史上最大的一场人权政治集会，目的在于争取非裔美国人的民权和经济权利。集会中，马丁·路德·金在林肯纪念堂前发表了旨在推动族际和谐的著名演讲“我有一个梦想”。
游行由众多民权、工权和宗教社团在“工作与自由”的主题下组织，估计参与者人数达到20万（警方）至30万（组织者）之间。观察者估计75%至80%的参与者为黑人，其他的则属于白人和其他族群。
这次行动为推动1964年民權法案和1965年投票权法案的通过做出了巨大贡献。
此事件在影片《阿甘正传》即有体现。